# 马赛司法宫

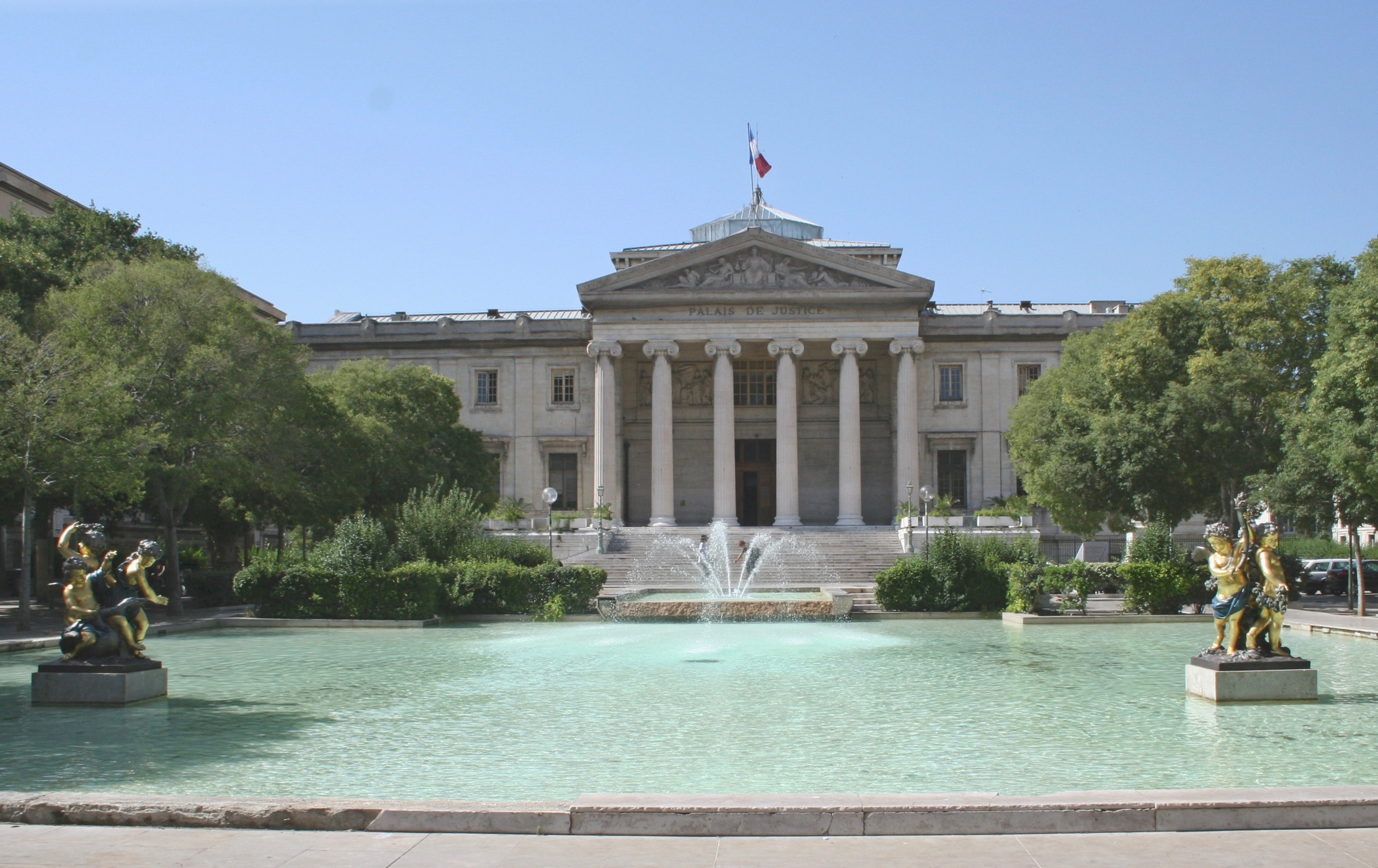

马赛司法宫（法語：Palais de justice de Marseille）是法国普罗旺斯-阿尔卑斯-蓝色海岸大区罗讷河口省马赛的一座法院建筑，位于马赛第六区的司法宫分区的蒙蒂翁广场。该建筑建于1856 - 1862年，建筑师奥古斯特·马丁（Auguste Martin）。 

## 历史
第一座法院建于1743-1747 年，位于老城 达维埃尔广场（place Daviel）的达维埃尔府邸，面对圣母堂（Église Notre-Dame-des-Accoules）。19 世纪初，达维埃尔府邸的场地已不适应需要， 1839年提议进行重建。经过多次讨论，终于决定将法院搬迁到蒙蒂翁广场。议会于1856年12月15 日批准了计划，土地由马赛市提供。建筑师奥古斯特·马丁先生（Auguste Martin）。揭幕典礼于1862年11月4日举行，马赛主教帕特里斯·克鲁斯蒙席在会议厅举行了弥撒。皇家检察官穆里埃先生（M. Mourier）在就职会议上发表了开幕致辞，随后是民事法庭庭长爱德华·卢斯（Edouard Luce）。
2013年初，马赛司法宫进行了翻修工程，对公众关闭，在2015年重新开放之前，相关业务转至caseerne du Muy进行处理。

## 外观
马赛司法宫属于新古典主义建筑，长57米，高 54米，与第二帝国时期建造的大多数法院大楼相似。主立面所在的蒙蒂翁广场，以18 世纪普罗旺斯总督让-巴蒂斯特·德蒙蒂翁（Jean-Baptiste de Montyon）命名。立面的中心是一扇巨大的大门，门前有25级台阶，立面有由六根柱子组成的爱奥尼亚式柱廊，

弗朗索瓦·吉尔伯特雕刻的大厅顶部
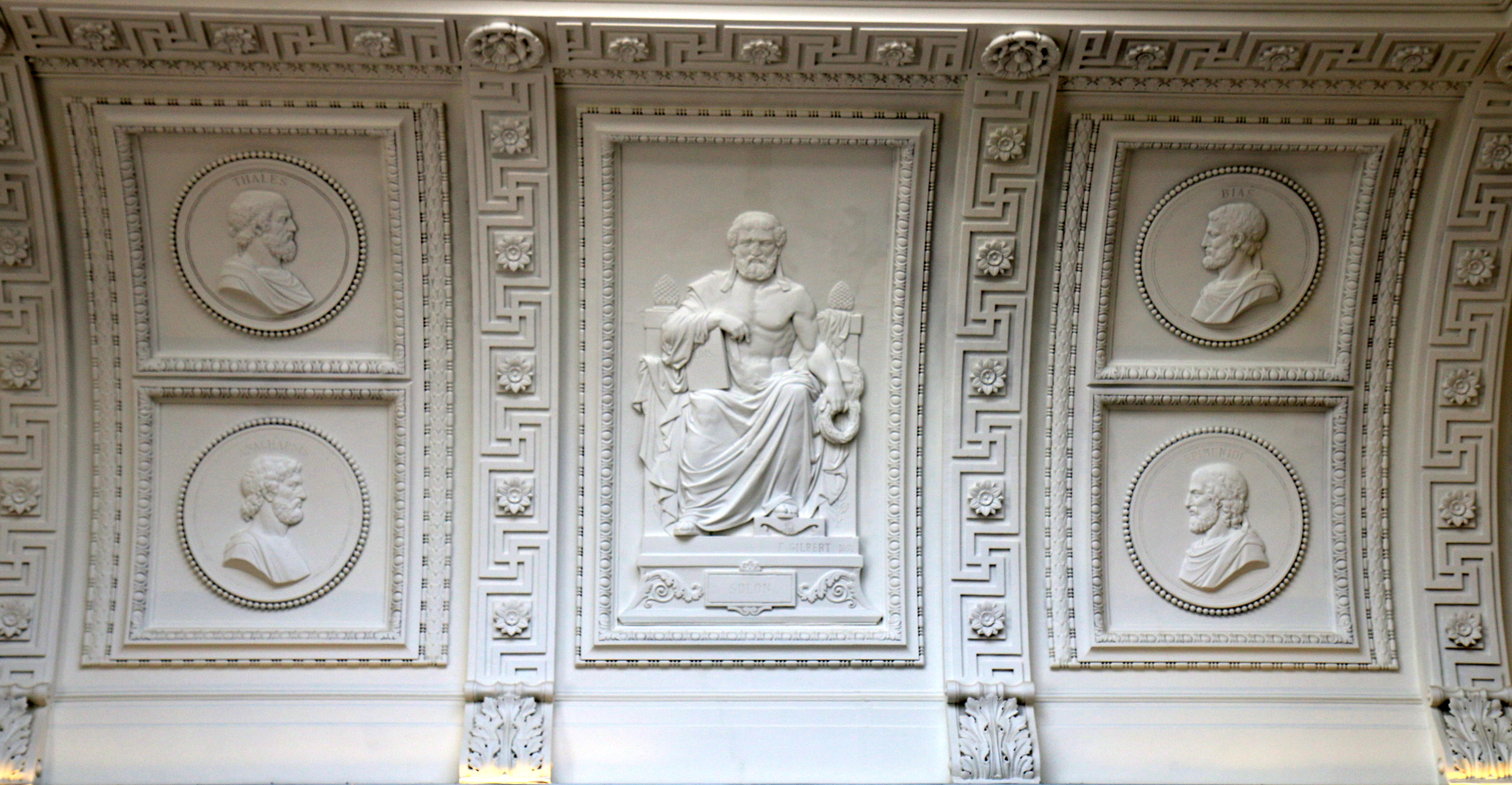
梭伦
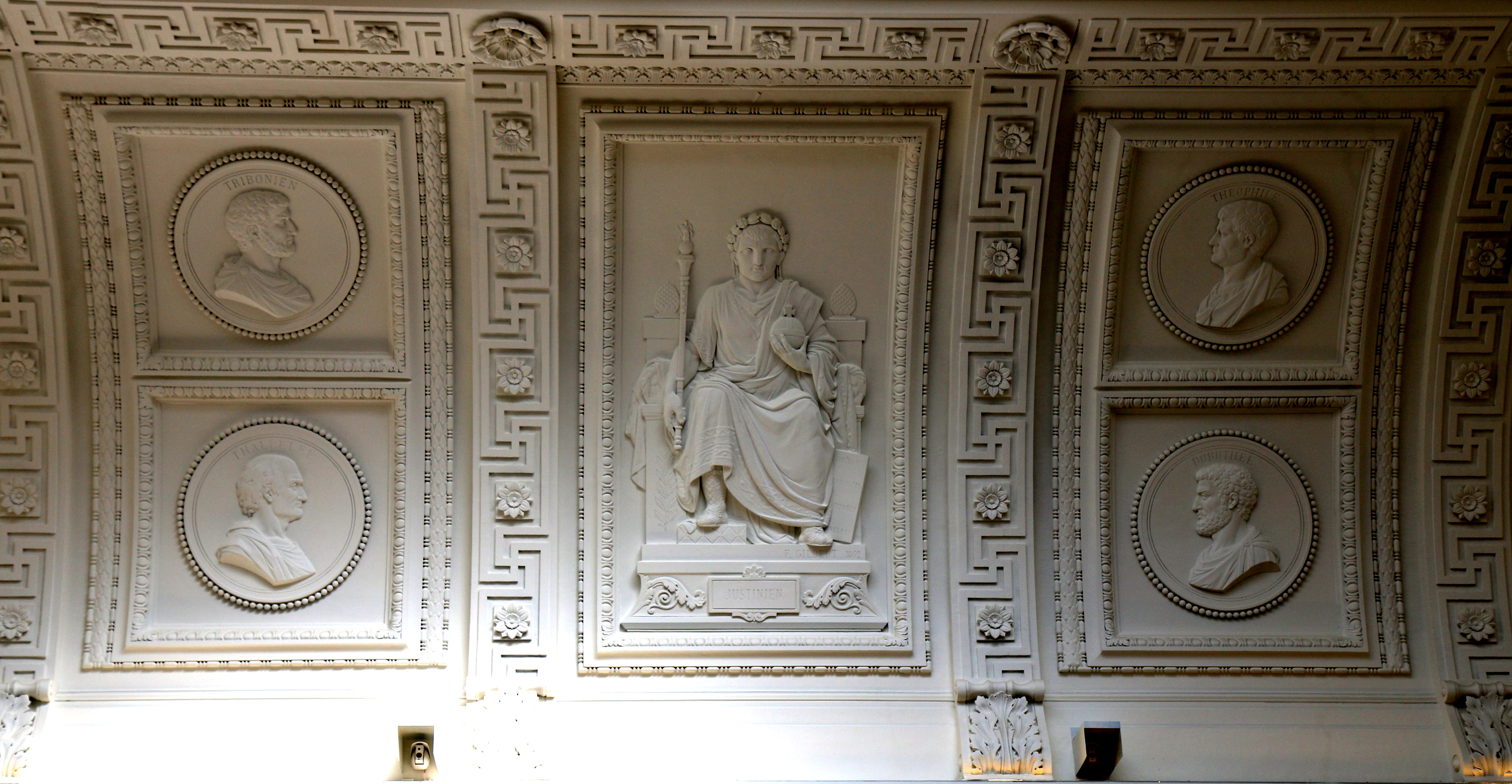
查士丁尼
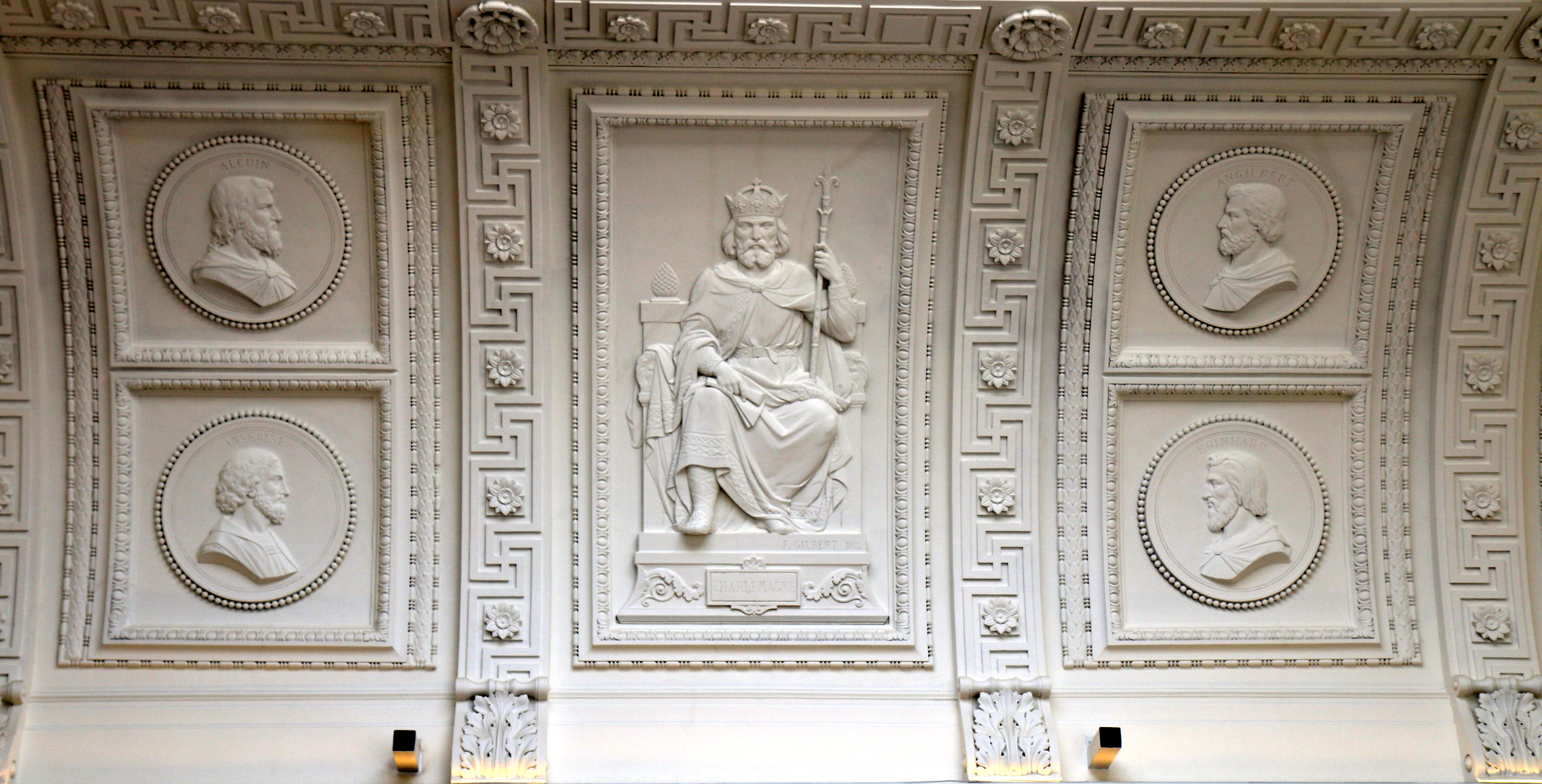
查理曼
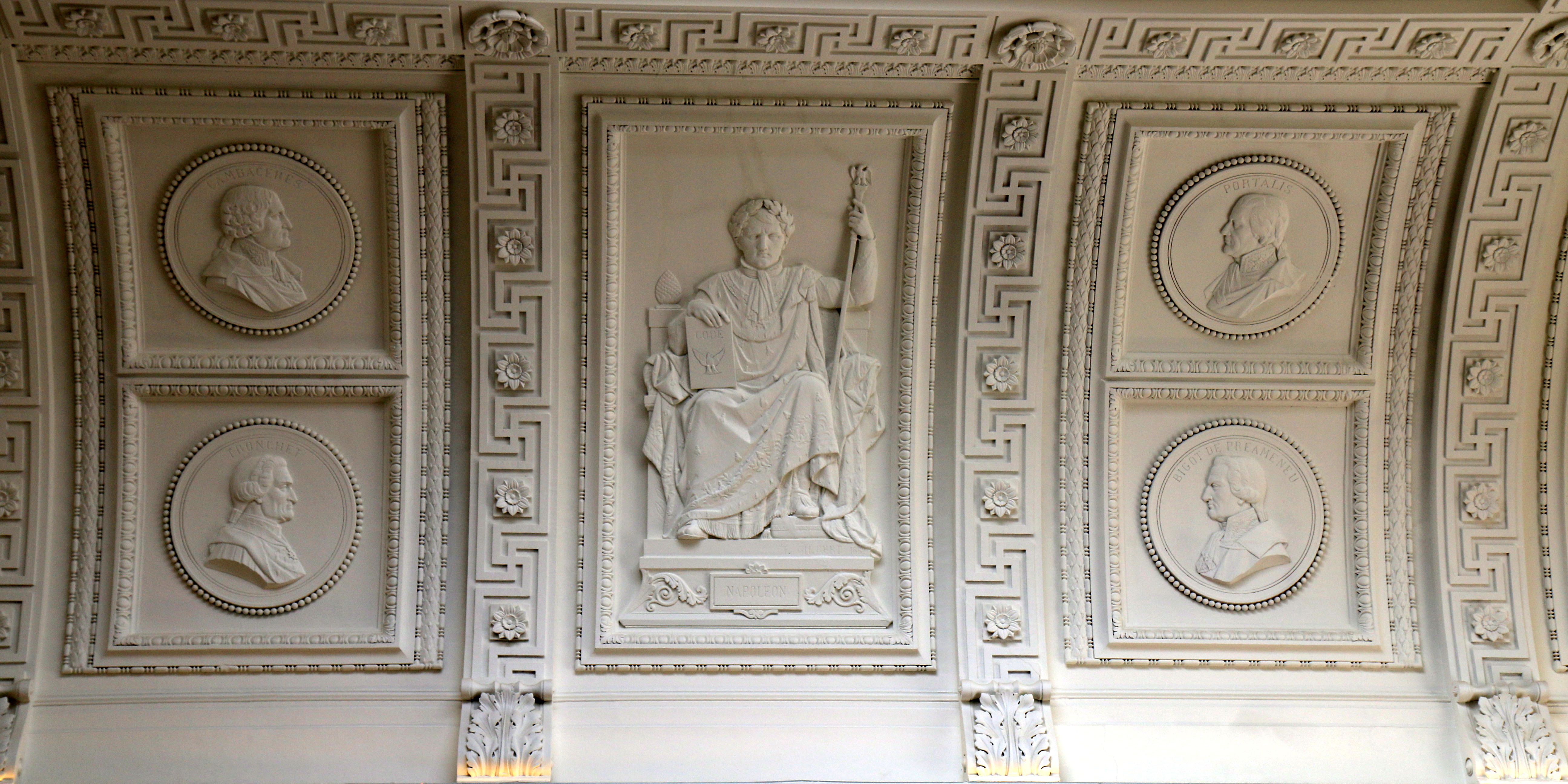
拿破仑